# Splachnum turbinatum
Splachnum turbinatum là một loài rêu trong họ Splachnaceae. Loài này được Brid. mô tả khoa học đầu tiên năm 1827.